# Список вулиць Львова (Ц)
Список усіх вулиць Львова, що починаються на літеру Ц.
У списку вулиці подані за алфавітом. Назви вулиць на честь людей відсортовані за прізвищем і подаються у форматі Прізвище Ім'я і/або Посада. Якщо вулиця названа за цілісним псевдонімом або прізвиськом, то сортування відбувається за першої літерою псевдоніма або імені, тобто Лесі Українки — на літеру Л, Марка Вовчка, Марка Черемшини — на М, Олени Пчілки — на О, Панаса Мирного — на П, Янки Купали — на Я тощо.
Курсивом позначені зниклі вулиці.
Колір фону у списку залежить від типу урбаноніма.
| Назва                | Тип    | Колишні назви                                                                                                   | Район          | Місцевість  | Рік затв. | Джерела               |
| -------------------- | ------ | --- | -------------- | ----------- | --------- | --------------------- |
| Цегельського Лонгина | вулиця | Лєвіцкєґо, Совіньскєґо, Моцартґассе, Совінського, Кошового                                                      | Франківський   | Новий Світ  | 1992      | ПСВЛ, ІВЛ, ВП, Л      |
| Центральний          | проїзд | | Шевченківський | Рясне       |           | ПСВЛ, ВП, Л           |
| Церетелі Акакія      | вулиця | Кольбушевскєґо, Кольбушевського, Революціонерів                                                                 | Залізничний    | Сигнівка    | 1993      | ПСВЛ, ІВЛ, ВП, Л      |
| Цетнерівка           | вулиця | Варненьчика, Федьковичґассе, Варненчика, Фізкультурна                                                           | Личаківський   | Цетнерівка  | 1993      | ПСВЛ, ВП, Л           |
| Цехова               | вулиця | пляц Цехови, Цехенґассе                                                                                         | Шевченківський | Центр       | 1944      | ПСВЛ, ВП, Л           |
| Циганівка            | вулиця | Вонска (Замарстинів); Циґанувка, Ціґойнервеґ                                                                    | Шевченківський | Циганівка   | 1944      | ПСВЛ, ВП, Л           |
| Цитадельна           | вулиця | Бібліотекі, Цитадельна (Цитадель), Домбчаньскєй, Фестенґштрассе, Домбчанської, Цитадельна, Чайковського (част.) | Галицький      | Цитадель    | 2022      | ПСВЛ, ІВЛ, ВП, Л, ЛМР |
| Цісик Квітки         | вулиця | Конопляна | Шевченківський | Замарстинів | 2010      | ЗН, СВ, ГМ            |